# Hans Adolfsson
Hans Adolfsson, född 23 augusti 1964 i Ludvika, Dalarna, är en svensk professor i kemi, som sedan 2025 är rektor vid Stockholms Universitet.
Adolfsson var åren 2013–2016 prorektor vid Stockholms universitet, där han sedan 2007 varit professor i metallorganisk kemi vid Institutionen för organisk kemi, samt åren 2010–2013 dekan för kemiska sektionen.
Hans Adolfsson, som är uppvuxen i Smedjebacken, började 1985 studera på kemistlinjen vid Stockholms universitet, tog examen 1989, och sökte sig sedan till Kungliga Tekniska högskolan, KTH, för doktorandstudier.
Hans Adolfsson var även basist och grundare av punkbandet The Hymans där han spelade bas 1984–1986.

## Forskning
Hans Adolfsson disputerade vid KTH 1995 med avhandlingen Ligand design for selective catalysis, och fick därefter ett tvåårigt post doc-stipendium från dåvarande Naturvetenskapliga forskningsrådet för studier vid the Scripps Research Institute (TSRI) i La Jolla, San Diego, USA, under handledning av Barry Sharpless, nobelpristagare i kemi år 2001. Därefter återvände han till Stockholms universitet, där han år 2002 blev docent.
Adolfssons forskning har därefter varit inriktad på metallorganisk kemi med fokus på grön kemi och selektiv katalys. Ett mer specifikt område är syntes av amidgrupper direkt från aminer och syror med en katalytisk metod som endast lämnar vatten som restprodukt. Eftersom amidgrupper bland annat är vanliga i läkemedel – och befintliga syntesmetoder ofta kräver dyra startmaterial och kan lämna oanvändbara eller farliga restprodukter – betraktas strategin som lovande.

## Publikationer i urval
- Adolfsson, Hans (1995) (på engelska). Ligand design for selective catalysis. Trita-IOK, 1100-7974 ; 27. Stockholm. Libris 2105523
- Adolfsson, Hans (2008). ”Houben-Weyl Methods of Molecular Transformations : Compounds with One Saturated Carbon-Heteroatom Bond” (på engelska). Product Class 2: Epoxides (Oxiranes) : Synthesis from Alkenes by Metal-Mediated Oxidation. "37: Ethers". Stuttgart: Georg Thieme Verlag KG. sid. 227–276. ISBN 978-3-13-118891-5. http://urn.kb.se/resolve?urn=urn:nbn:se:su:diva-14552. Läst 3 maj 2016
- Adolfsson, Hans; Molander, B-O (18 december 2013). ”Skyll inte på flumskolan, lita på lärarna i stället”. Dagens Samhälle 46. http://www.dagenssamhalle.se/debatt/skyll-inte-pa-flumskolan-lita-pa-laerarna-i-staellet-7172. Läst 2 maj 2016.